# Nebelschütz
Nebelschütz (alt sòrab: Njebjelčicy) és un municipi alemany que pertany a l'estat de Saxònia. Està situat aproximadament 3 quilòmetres a l'est de Kamenz i uns 20 km al nord-oest de Bautzen. Dos terços de la població parla alt sòrab.

## Llogarets
- Dürrwicknitz (Wěteńca), 60 h.
- Miltitz (Miłoćicy), 226 h.
- Nebelschütz, 432 h.
- Piskowitz (Pěskecy), 207 h.
- Wendischbaselitz (Serbske Pazlicy), 293 h.

## Agermanaments
- Hultschin
- Namysłów
- Ladánybene

## Personatges il·lustres
- Jan Skala, periodista i polític sòrab.